# شمشیربال سینه‌حنایی
شمشیربال سرخ‌سینه (Campylopterus rufus) مگس‌مرغی است که در شمال السالوادور، گواتمالا و مکزیک یافت می‌شود.